# Bâtiment du Parlement bahaméen
Pour les articles homonymes, voir Bâtiment du Parlement.
Le bâtiment du Parlement bahaméen est le siège du Parlement de l'État insulaire du Commonwealth des Bahamas. Situé à Nassau, la capitale du pays, l’édifice a été construit en 1815.
Le Parlement est un édifice composé de trois bâtiments de couleur rose, organisés autour d'une place appelée Parliament Square, où se trouve une statue de la reine Victoria.